# Armada Popular del Vietnam
L'Armada Popular del Vietnam (en vietnamita: Hải quân nhân dân Việt Nam) és el braç naval de les Forces Armades del Vietnam. Va ser fundada l'any 1955, el seu actual comandant en cap és l'Almirall Nguyễn Văn Hiến. Pràcticament inexistent durant les guerres d'Indoxina i de Vietnam, és principalment, una força fluvial i costanera, encarregada de defensar les aigües territorials, costes, illes, illots, i zones de pesca vietnamites. A més coordina la policia marítima, així com les tropes frontereres i duanes. Els seus efectius sumen uns 45,000 homes, i el seu quarter general es troba a Hai Phong.

## Història
L'Armada Popular del Vietnam, va ser fundada l'any 1955. L'Armada Popular, suposadament va participar en l'incident del golf de Tonquín, l'any 1964, en les aigües del nord del Vietnam.
Durant la Guerra del Vietnam, l'armada subministrava material a les tropes de la Ruta Ho Chi Minh.
Gairebé al final de la guerra, va tenir lloc la batalla de Truong Sa, a on els vaixells de l'Armada Popular del Vietnam van ajudar a fer fora als ocupants del Vietnam del Sud, a l'abril de 1975. Amb aquesta batalla, Vietnam del Nord obtenia el control sobre les Illes Spratly. L'Armada Popular del Vietnam va participar també en la Guerra cambodjana-vietnamita.

## Vaixells de la flota

### Submarins
| Submarins | Submarins  | Submarins | Submarins | Submarins | Submarins                                                           |
| Imatge    | Classe     | Origen    | Tipus     | Quantitat | Vaixells                                                            |
| --------- | ---------- | --------- | --------- | --------- | ------------------------------------------------------------------- |
|           | Kilo class | Rússia    | Submarí   | 5         | Hà Nội Hồ Chí Minh City Hải Phòng Khánh Hoà Đà Nẵng Bà Riạ-Vũng Tàu |

### Fragates
| Fragates | Fragates     | Fragates | Fragates | Fragates  | Fragates                      |
| Imatge   | Classe       | Origen   | Tipus    | Quantitat | Vaixells                      |
| -------- | ------------ | -------- | -------- | --------- | ----------------------------- |
|          | Gepard class | Rússia   | Fragata  | 2         | Đinh Tiên Hoàng Lý Thái Tổ    |
|          | Petya class  | Rússia   | Fragata  | 5         | HQ-09 HQ-11 HQ-13 HQ-15 HQ-17 |

### Corbetes
| Corbetes | Corbetes            | Corbetes | Corbetes | Corbetes  | Corbetes                                  |
| Imatge   | Classe              | Origen   | Tipus    | Quantitat | Vaixells                                  |
| -------- | ------------------- | -------- | -------- | --------- | ----------------------------------------- |
|          | Tarantul-I class    | Rússia   | Corbeta  | 4         | HQ-371 HQ-372 HQ-373 HQ-374               |
|          | Molniya class       | Rússia   | Corbeta  | 6         | HQ-375 HQ-376 HQ-377 HQ-378 HQ-379 HQ-380 |
|          | Pauk-class corvette | Rússia   | Corbeta  | 1         | HQ-381                                    |

### Patrulleres
| Patrulleres | Patrulleres    | Patrulleres | Patrulleres       | Patrulleres | Patrulleres                                             |
| Imatge      | Classe         | Origen      | Tipus             | Quantitat   | Vaixells                                                |
| ----------- | -------------- | ----------- | ----------------- | ----------- | ------------------------------------------------------- |
|             | Osa class      | Rússia      | Llanxa patrullera | 8           | HQ-354 HQ-355 HQ-356 HQ-357 HQ-358 HQ-359 HQ-360 HQ-361 |
|             | Svetlyak class | Rússia      | Llanxa patrullera | 6           | HQ-261 HQ-263 HQ-264 HQ-265 HQ-266 HQ-267               |
|             | Turya class    | Rússia      | Llanxa patrullera | 5           | HQ-331 HQ-332 HQ-333 HQ-334 HQ-335                      |
|             | TT-400TP class | Vietnam     | Llanxa patrullera | 4           | HQ-272 HQ-273 HQ-274 HQ-275                             |

### Dragamines
| Dragamines | Dragamines     | Dragamines | Dragamines | Dragamines | Dragamines                  | Dragamines |
| Imatge     | Classe         | Origen     | Tipus      | Quantitat  | Vaixells                    |            |
| ---------- | -------------- | ---------- | ---------- | ---------- | --------------------------- | ---------- |
|            | Sonya class    | Rússia     | Dragamines | 4          | HQ-861 HQ-862 HQ-863 HQ-864 |            |
|            | Yurka class    | Rússia     | Dragamines | 2          | HQ-851 HQ-852               |            |
|            | Yevgenya class | Rússia     | Dragamines | 2          |                             |            |

### Vaixells d'assalt amfibi
| Vaixells d'assalt amfibi | Vaixells d'assalt amfibi | Vaixells d'assalt amfibi | Vaixells d'assalt amfibi         | Vaixells d'assalt amfibi | Vaixells d'assalt amfibi | Vaixells d'assalt amfibi |
| Imatge                   | Classe                   | Origen                   | Tipus                            | Quantitat                | Vaixells                 |                          |
| ------------------------ | ------------------------ | ------------------------ | -------------------------------- | ------------------------ | ------------------------ | ------------------------ |
|                          | LST-542 class            | Estats Units             | Vaixell de desembarcament ambifi | 1                        | HQ-501 Trần Khánh Dư     |                          |
|                          | Polnochny class          | Rússia                   | Vaixell de desembarcament amfibi | 3                        | HQ-511 HQ-512 HQ-513     |                          |
|                          | HQ-521 class             | Vietnam                  | Vaixell de desembarcament amfibi | 1                        | HQ-521                   |                          |

### Vaixells de transport
| Vaixells de transport | Vaixells de transport | Vaixells de transport | Vaixells de transport | Vaixells de transport | Vaixells de transport                                                                      | Vaixells de transport |
| Imatge                | Classe                | Origen                | Tipus                 | Quantitat             | Vaixells                                                                                   |                       |
| --------------------- | --------------------- | --------------------- | --------------------- | --------------------- | ------------------------------------------------------------------------------------------ | --------------------- |
|                       | HQ-996 class          | Vietnam               | Vaixell de transport  | 1                     | HQ-996                                                                                     |                       |
|                       | Trường Sa class       | Vietnam               | Vaixell de transport  | 7                     | Trường Sa 04 Trường Sa 08 Trường Sa 14 Trường Sa 19 Trường Sa 20 Trường Sa 21 Trường Sa 22 |                       |

### Vaixells hospital
| Vaixells hospital | Vaixells hospital | Vaixells hospital | Vaixells hospital | Vaixells hospital | Vaixells hospital                 | Vaixells hospital |
| Imatge            | Classe            | Origen            | Tipus             | Quantitat         | Vaixells                          |                   |
| ----------------- | ----------------- | ----------------- | ----------------- | ----------------- | --------------------------------- | ----------------- |
|                   | K-122 class       | Vietnam           | Vaixell hospital  | 2                 | HQ-571 Trường Sa HQ-561 Khánh Hòa |                   |

### Vaixell d'investigació
| Vaixell d'investigació | Vaixell d'investigació | Vaixell d'investigació | Vaixell d'investigació | Vaixell d'investigació | Vaixell d'investigació | Vaixell d'investigació |
| Imatge                 | Classe                 | Origen                 | Tipus                  | Quantitat              | Vaixells               |                        |
| ---------------------- | ---------------------- | ---------------------- | ---------------------- | ---------------------- | ---------------------- | ---------------------- |
|                        | HSV-6613 class         | Vietnam                | Vaixell d'investigació | 1                      | HQ-888 Trần Đại Nghĩa  |                        |

### Vaixell de vela
| Vaixell de vela | Vaixell de vela | Vaixell de vela | Vaixell de vela | Vaixell de vela | Vaixell de vela | Vaixell de vela |
| Imatge          | Classe          | Origen          | Tipus           | Quantitat       | Vaixells        |                 |
| --------------- | --------------- | --------------- | --------------- | --------------- | --------------- | --------------- |
|                 |                 | Polònia         | Vaixell de vela | 1               | HQ-Lê Quý Đôn   |                 |

### Aviació naval
|  | DHC-6 Twin Otter            | Canadà | Patrulla              | 6 |
|  | Kamov Ka-28                 | Rússia | Guerra anti-submarina | 8 |
|  | Eurocopter EC225 Super Puma | França | Patrulla              | 2 |
|  | Eurocopter Dauphin          | França | Guerra anti-submarina | 6 |

### Míssils
| Anti-ship missile/Coastal Defence Missile | Anti-ship missile/Coastal Defence Missile | Anti-ship missile/Coastal Defence Missile  | Anti-ship missile/Coastal Defence Missile | Anti-ship missile/Coastal Defence Missile | Anti-ship missile/Coastal Defence Missile              | Anti-ship missile/Coastal Defence Missile                            |
| Photo                                     | Missile                                   | Origin                                     | Type                                      | Quantity                                  | In service                                             | Notes                                                                |
| ----------------------------------------- | ----------------------------------------- | ------------------------------------------ | ----------------------------------------- | ----------------------------------------- | ------------------------------------------------------ | -------------------------------------------------------------------- |
|                                           | P-800 Oniks (SS-N-26 Yakhont)             | Plantilla:Flagu/core                       | Coastal defence                           | 10 launcher/ 40 missiles                  | 2 K-300P Bastion-P systems in active                   | finished negotiation, technological transferring has already started |
|                                           | P-5 Pyatyorka (SS-N-3 Shaddock)           | Plantilla:Flagu/core                       | Coastal defence                           |                                           | Active duty                                            | Already self-produced by Vietnam                                     |
|                                           | P-15 Termit (SS-N-2 Styx)                 | Plantilla:Flagu/core MKB Raduga            | Anti-ship missile/ Coastal defence        | 20                                        | active duty/equipped in Tarantul class ships           | Replacing by Kh-35                                                   |
|                                           | Kh-35 Uran-E (SS-N-25 Switchblade)        | Plantilla:Flagu/core Zvezda                | Anti-ship missile                         | 103 missiles 300 more on order            | active duty/equipped in Molniya and Gepard class ships | already self-produced by Vietnam                                     |
|                                           | 3M-54 Klub (SS-N-27 Sizzler)              | Plantilla:Flagu/core Novator Design Bureau | Anti-ship missile                         | 10 missiles (2012) 40 on order            | equipped in Kilo submarines                            |                                                                      |